# Ducks Lazio 2019
Questa voce raccoglie le informazioni riguardanti i Ducks Lazio nelle competizioni ufficiali della stagione 2019.

## Campionato I Divisione 2019

### Stagione regolare
| Arbitri: | G. Sabbatinelli G. Genise G. Curatolo D. Vitale A. Visconti A. Robledo N. Pizzorno |

| |           | |
| Parlangeli 2':22" Q1 (TD) 16yd pass from Scaglia M. Zanetti Q1 (pat) A. Sangiorgi 1':00" Q1 (TD) 2yd pass from Scaglia M. Zanetti Q1 (pat) Cira 8':02" Q4 (TD) 10yd run | Marcatori | T. Johnson 5':45" Q2 (TD) 1yd run T. Pozzebon 2':43" Q2 (TD) 43yd pass from T. Johnson P. Meconi Q2 (tpc) pass from T. Johnson L. Melchiorre 4':40" Q3 (TD) 67yd pass from T. Johnson G. Bianco Q3 (pat) L. Melchiorre 2':00" Q3 (TD) 70yd interception return M. Gentili 0':12" Q3 (TD) 22yd pass from T. Johnson G. Bianco Q3 (pat) M. Gentili 3':55" Q4 (TD) 25yd run |

| Ciampino 17 marzo 2019, ore 17:00 | Ducks Lazio | 41 – 12 (9-6 14-6 12-0 6-0) referto                                                                   | Dolphins Ancona | C.S. Arnaldo Fuso (250 spett.) |
| V. Migliozzi 1':53" Q1 ( TD ) 3yd pass from T. Johnson G. Bianco Q1 ( pat ) Al. Sollevanti 5':37" Q1 ( saf ) PAT return L. Melchiorre 11':50" Q2 ( TD ) 5yd pass from T. Johnson G. Bianco Q2 ( pat ) L. Melchiorre 0':55" Q2 ( TD ) 8yd pass from T. Johnson G. Bianco Q2 ( pat ) L. Melchiorre 4':27" Q3 ( TD ) 10yd pass from T. Johnson M. Gentili 1':54" Q3 ( TD ) 25yd pass from T. Johnson T. Pozzebon 7':23" Q4 ( TD ) 6yd pass from T. Johnson Marcatori Albertson 5':37" Q1 ( TD ) 18yd pass from Hughes III Albertson 7':58" Q2 ( TD ) 13yd pass from Hughes III |             | |                 |                                |
| |             | |                 |                                |
| V. Migliozzi 1':53" Q1 (TD) 3yd pass from T. Johnson G. Bianco Q1 (pat) Al. Sollevanti 5':37" Q1 (saf) PAT return L. Melchiorre 11':50" Q2 (TD) 5yd pass from T. Johnson G. Bianco Q2 (pat) L. Melchiorre 0':55" Q2 (TD) 8yd pass from T. Johnson G. Bianco Q2 (pat) L. Melchiorre 4':27" Q3 (TD) 10yd pass from T. Johnson M. Gentili 1':54" Q3 (TD) 25yd pass from T. Johnson T. Pozzebon 7':23" Q4 (TD) 6yd pass from T. Johnson | Marcatori   | Albertson 5':37" Q1 (TD) 18yd pass from Hughes III Albertson 7':58" Q2 (TD) 13yd pass from Hughes III |                 |                                |

| Arbitri: | G. Marcuccetti R. Passalacqua I. Conti D. Vitale F. Mariotti S. Mari... M. Americi |

| |           | |
| Franco 3':08" Q1 (TD) 43yd pass from Nacita Q. Sousa Q1 (tpc) pass from Nacita 6':25" Q2 (TD) 33yd run F. Camorani Q2 (pat) G. Bonanno 0':32" Q2 (TD) 28yd pass from Nacita F. Camorani Q2 (pat) Nacita 6':41" Q4 (TD) 3yd run F. Camorani Q4 (pat) Nacita 5':33" Q4 (TD) 26yd run F. Camorani Q4 (pat) | Marcatori | T. Johnson 3':20" Q2 (TD) 8yd run M. Gentili 8':12" Q3 (TD) 1yd run T. Johnson Q3 (tpc) rush L. Melchiorre 1':47" Q4 (TD) 5yd pass from T. Johnson T. Johnson Q4 (tpc) rush |

| Ciampino 7 aprile 2019, ore 16:30 | Ducks Lazio | 34 – 21 (14-0 14-7 6-7 0-7) referto | Lions Bergamo | C.S. Arnaldo Fuso (200 spett.) |
| T. Johnson 8':51" Q1 ( TD ) 11yd run P. Meconi Q1 ( pat ) T. Johnson 4':07" Q1 ( TD ) 11yd run P. Meconi Q1 ( pat ) T. Pozzebon 9':29" Q2 ( TD ) 41yd pass from T. Johnson P. Meconi Q2 ( pat ) T. Johnson 2':28" Q2 ( TD ) 9yd run P. Meconi Q2 ( pat ) N. Bussoletti 0':00" Q3 ( TD ) 15yd run Marcatori C. Iacona 5':07" Q2 ( TD ) 2yd pass from Fimiani W. Testa Q2 ( pat ) Germany 8':19" Q3 ( TD ) 14yd run W. Testa Q3 ( pat ) Germany 4':27" Q4 ( TD ) 2yd run W. Testa Q4 ( pat ) |             | |               |                                |
| |             | |               |                                |
| T. Johnson 8':51" Q1 (TD) 11yd run P. Meconi Q1 (pat) T. Johnson 4':07" Q1 (TD) 11yd run P. Meconi Q1 (pat) T. Pozzebon 9':29" Q2 (TD) 41yd pass from T. Johnson P. Meconi Q2 (pat) T. Johnson 2':28" Q2 (TD) 9yd run P. Meconi Q2 (pat) N. Bussoletti 0':00" Q3 (TD) 15yd run | Marcatori   | C. Iacona 5':07" Q2 (TD) 2yd pass from Fimiani W. Testa Q2 (pat) Germany 8':19" Q3 (TD) 14yd run W. Testa Q3 (pat) Germany 4':27" Q4 (TD) 2yd run W. Testa Q4 (pat) |               |                                |

| Arbitri: | R. Passalacqua F. Tognon P. Moglia A. Menotti M. Breglia A. Pagani D. Gilardi |

| |           |  |
| A. Ghio 8':51" Q1 (TD) 37yd run J. Caprioglio Q1 (pat) A. Brown 3':30" Q4 (TD) 45yd pass from M. Wright Jr. J. Caprioglio Q4 (pat) M. Wright Jr. 1':53" Q4 (TD) 45yd run Marcatori 2 = Barbagallo 3':15" Q1 (TD) 1yd pass from T. Johnson P. Meconi Q1 (pat) R. Setti 0':00" Q2 (TD) 4yd pass from T. Johnson T. Johnson 9':00" Q4 (TD) 2yd run S. Cerini 8':11" Q4 (saf) M. Wright Jr. sacked for loss of 15 yards to the 0yd M. Arca 5':00" Q4 (TD) 17yd run P. Meconi Q4 (pat) | Marcatori |  |

| Arbitri: | G. Marcuccetti Camossa Ferrante Conti Rettani Moglia Zampedri |

| |           |  |
| di Tunisi 10':06" Q1 (FG) 38yd Lamamra 5':10" Q1 (TD) 56yd pass from Zahradka di Tunisi Q1 (pat) di Tunisi 11':08" Q2 (TD) 3yd pass from Zahradka di Tunisi Q2 (pat) di Tunisi 10':05" Q2 (TD) 75yd pass from Zahradka di Tunisi Q2 (pat) P. Stillitano 6':36" Q2 (TD) 11yd run di Tunisi Q2 (pat) di Tunisi 3':26" Q2 (TD) 58yd pass from Zahradka di Tunisi Q2 (pat) Mitchell 7':38" Q2 (TD) 37yd pass from Zahradka di Tunisi Q3 (pat) A. Raffaele 10':05" Q4 (TD) 1yd run | Marcatori |  |

| Ciampino 5 maggio 2019, ore 15:30 | Ducks Lazio | 20 – 30 (0-7 8-7 6-3 6-13) referto | Panthers Parma | C.S. Arnaldo Fuso (200 spett.) |
| T. Johnson 3':32" Q2 ( TD ) 5yd run T. Johnson Q2 ( tpc ) rush L. Melchiorre 10':01" Q3 ( TD ) 5yd pass from T. Johnson L. Melchiorre 6':53" Q4 ( TD ) 58yd pass from T. Johnson Marcatori M. Pooda 6':48" Q1 ( TD ) 3yd run M. Felli Q1 ( pat ) Finadri 0':19" Q2 ( TD ) 2yd pass from R. Hennessey M. Felli Q2 ( pat ) M. Felli 2':00" Q3 ( FG ) 21yd M. Pooda 8':00" Q4 ( TD ) 1yd run Canali 4':33" Q4 ( TD ) 19yd pass from R. Hennessey M. Felli Q4 ( pat ) |             | |                |                                |
| |             | |                |                                |
| T. Johnson 3':32" Q2 (TD) 5yd run T. Johnson Q2 (tpc) rush L. Melchiorre 10':01" Q3 (TD) 5yd pass from T. Johnson L. Melchiorre 6':53" Q4 (TD) 58yd pass from T. Johnson | Marcatori   | M. Pooda 6':48" Q1 (TD) 3yd run M. Felli Q1 (pat) Finadri 0':19" Q2 (TD) 2yd pass from R. Hennessey M. Felli Q2 (pat) M. Felli 2':00" Q3 (FG) 21yd M. Pooda 8':00" Q4 (TD) 1yd run Canali 4':33" Q4 (TD) 19yd pass from R. Hennessey M. Felli Q4 (pat) |                |                                |

| Ciampino 26 maggio 2019, ore 15:30 | Ducks Lazio | 34 – 33 (0-7 14-6 7-0 13-20) referto | Giants Bolzano | C.S. Arnaldo Fuso (100 spett.) |
| L. Melchiorre 9':21" Q2 ( TD ) 59yd punt return G. Bianco Q2 ( pat ) A. Rinaldi 1':15" Q2 ( TD ) 14yd pass from T. Johnson G. Bianco Q2 ( pat ) L. Melchiorre 5':15" Q3 ( TD ) 4yd pass from T. Johnson G. Bianco Q3 ( pat ) M. Arca 11':43" Q4 ( TD ) 1yd run M. Arca 4':05" Q4 ( TD ) 13yd run G. Bianco Q4 ( pat ) Marcatori Simone 2':45" Q1 ( TD ) 12yd pass from Gahafer della Vecchia Q1 ( pat ) Simone 8':17" Q2 ( TD ) 64yd pass from Gahafer Petrone 11':02" Q4 ( TD ) 25yd run della Vecchia Q4 ( pat ) Petrone 3':10" Q4 ( TD ) 9yd run della Vecchia Q4 ( pat ) della Vecchia 0':20" Q4 ( TD ) 25yd pass from Gahafer |             | |                |                                |
| |             | |                |                                |
| L. Melchiorre 9':21" Q2 (TD) 59yd punt return G. Bianco Q2 (pat) A. Rinaldi 1':15" Q2 (TD) 14yd pass from T. Johnson G. Bianco Q2 (pat) L. Melchiorre 5':15" Q3 (TD) 4yd pass from T. Johnson G. Bianco Q3 (pat) M. Arca 11':43" Q4 (TD) 1yd run M. Arca 4':05" Q4 (TD) 13yd run G. Bianco Q4 (pat) | Marcatori   | Simone 2':45" Q1 (TD) 12yd pass from Gahafer della Vecchia Q1 (pat) Simone 8':17" Q2 (TD) 64yd pass from Gahafer Petrone 11':02" Q4 (TD) 25yd run della Vecchia Q4 (pat) Petrone 3':10" Q4 (TD) 9yd run della Vecchia Q4 (pat) della Vecchia 0':20" Q4 (TD) 25yd pass from Gahafer |                |                                |

### Playoff
| Arbitri: | Sala R. Passalacqua Tomaz D. Vitale A. Gentile F. Mariotti A. Pagani |

| |           | |
| Finadri 1':10" Q3 (TD) 22yd pass from D. Rossi M. Felli Q3 (pat) S. Alinovi 6':36" Q4 (TD) 79yd kickoff return M. Felli Q4 (pat) S. Ampomah 0':00" Q4 (TD) 30yd pass from D. Rossi | Marcatori | L. Melchiorre 7':00" Q1 (TD) 15yd pass from T. Johnson G. Bianco Q1 (pat) A. Rinaldi 3':54" Q2 (TD) 10yd pass from T. Johnson L. Melchiorre 0':56" Q2 (TD) 8yd pass from T. Johnson G. Bianco 6':51" Q4 (FG) 21yd |

| Arbitri: | Sala Tognon Sartini Nenotti Camossa Gilardi Bernini |

| |           |  |
| Bonaparte 7':01" Q1 (TD) 16yd run A. Mboutcha Ket 4':49" Q1 (TD) 0yd fumble recovery di Tunisi Q1 (pat) C. Buccellato 6':23" Q2 (TD) 1yd pass from Mitchell di Tunisi Q2 (pat) Santagostino 3':37" Q2 (TD) 20yd pass from Zahradka di Tunisi Q2 (pat) Santagostino 9':01" Q3 (TD) 58yd pass from Zahradka Mitchell Q3 (tpc) pass from Zahradka di Tunisi 9':37" Q4 (FG) 42yd | Marcatori |  |

## Statistiche di squadra
| Competizione                   | %Vittorie | In casa | In casa | In casa | In casa | In casa | In casa | In trasferta | In trasferta | In trasferta | In trasferta | In trasferta | In trasferta | Totale | Totale | Totale | Totale | Totale | Totale |
| Competizione                   | %Vittorie | G       | V       | N       | P       | Pf      | Ps      | G            | V            | N            | P            | Pf           | Ps           | G      | V      | N      | P      | Pf     | Ps     |
| ------------------------------ | --------- | ------- | ------- | ------- | ------- | ------- | ------- | ------------ | ------------ | ------------ | ------------ | ------------ | ------------ | ------ | ------ | ------ | ------ | ------ | ------ |
| Campionato (stagione regolare) | .625      | 4       | 3       | 0       | 1       | 129     | 96      | 4            | 2            | 0            | 2            | 90           | 127          | 8      | 5      | 0      | 3      | 219    | 223    |
| Playoff                        | .500      | 0       | 0       | 0       | 0       | 0       | 0       | 2            | 1            | 0            | 1            | 22           | 58           | 2      | 1      | 0      | 1      | 22     | 58     |
| Totale                         | .600      | 4       | 3       | 0       | 1       | 129     | 96      | 6            | 3            | 0            | 3            | 112          | 185          | 10     | 6      | 0      | 4      | 241    | 281    |

## Statistiche personali

### Marcatori
| Giocatore      | Ruolo | TD rush | TD recv | TD int | TD p.ret | TD k.ret | TD oth | Xp1 | Xp2 | FG  | Saf | Totale |
| -------------- | ----- | ------- | ------- | ------ | -------- | -------- | ------ | --- | --- | --- | --- | ------ |
| L. Melchiorre  |       | 0+0     | 8+2     | 1+0    | 1+0      | 0+0      | 0+0    | 0+0 | 0+0 | 0+0 | 0+0 | 74     |
| T. Johnson     |       | 7       | 0       | 0      | 0        | 0        | 0      | 0   | 3   | 0   | 0   | 48     |
| M. Gentili     |       | 2       | 2       | 0      | 0        | 0        | 0      | 0   | 0   | 0   | 0   | 24     |
| M. Arca        |       | 3       | 0       | 0      | 0        | 0        | 0      | 0   | 0   | 0   | 0   | 18     |
| T. Pozzebon    |       | 0       | 3       | 0      | 0        | 0        | 0      | 0   | 0   | 0   | 0   | 18     |
| G. Bianco      |       | 0+0     | 0+0     | 0+0    | 0+0      | 0+0      | 0+0    | 9+1 | 0+0 | 0+1 | 0+0 | 13     |
| A. Rinaldi     |       | 0+0     | 1+1     | 0+0    | 0+0      | 0+0      | 0+0    | 0+0 | 0+0 | 0+0 | 0+0 | 12     |
| P. Meconi      |       | 0       | 0       | 0      | 0        | 0        | 0      | 6   | 1   | 0   | 0   | 8      |
| Barbagallo     |       | 0       | 1       | 0      | 0        | 0        | 0      | 0   | 0   | 0   | 0   | 6      |
| N. Bussoletti  |       | 1       | 0       | 0      | 0        | 0        | 0      | 0   | 0   | 0   | 0   | 6      |
| V. Migliozzi   |       | 0       | 1       | 0      | 0        | 0        | 0      | 0   | 0   | 0   | 0   | 6      |
| R. Setti       |       | 0       | 1       | 0      | 0        | 0        | 0      | 0   | 0   | 0   | 0   | 6      |
| Al. Sollevanti |       | 0       | 0       | 0      | 0        | 0        | 0      | 0   | 0   | 0   | 1   | 2      |

### Passer rating
| Giocatore  | G   | Att    | Comp   | Int | Yds      | TD   | NFL   | NCAA   |
| ---------- | --- | ------ | ------ | --- | -------- | ---- | ----- | ------ |
| T. Johnson | 8+2 | 216+59 | 130+34 | 3+1 | 1463+284 | 17+3 | 96,43 | 134,09 |